# معركة المصيخ
معركة المصيخ أو المضيح وقعت في رمضان سنة 12 للهجرة الموافق نوفمبر 633م، بين جيش الخلفاء الراشدون بقيادة خالد بن الوليد والامبراطورية الفارسية وحلفاءهم من العرب المسيحيين.
كان (الزَّبرقان) وهو نائب خالد عليها، فقاتلهم المسلمون بمكان يقال له الحصيد فهزموهم فلجؤوا إلى مكان يقال له: خنافس فسار إليهم أبو ليلى بن فدكي التميمي، فلما أحسوا بذلك ساروا إلى المضيح، فلما استقروا بها بمن معهم من الأعاجم والأعارب قصدهم خالد بن الوليد بمن معه من الجنود، وقسم الجيش ثلاث فرق وأغار عليهم ليلاً وهم نائمون، فأنامهم ولم يفلت منهم إلا اليسير، فما شبهوا إلا بغنم مصرعة. ثم كانت وقعة الثنى والزميل، وقد بيتوهم فقتلوا من كان هنالك من «الأعراب» و«الأعاجم» فلم يفلت منهم أحد ولا انبعث بخبر. ثم بعث خالد بالخمس من الأموال والسبي إلى أبوبكر الصديق، وقد اشترى علي بن أبي طالب من هذا السبي امرأة من العرب وهي ابنة ربيعة بن بجير التغلبي فاستولدها عمر ورقية.